# لیلی‌داغی
لیلی‌داغی یکی از روستاهای استان آذربایجان شرقی است که در دهستان گاودول شرقی .بخش مرکزی شهرستان ملکان(ملک کندی) واقع شده‌است.این روستا در کنار بلندترین کوه ملکان با ارتفاع بیش از2000 متر از سطح دریا قرار گرفته و این کوه نیز نامش لیلی داغی است، در واقع نام روستا برگرفته از نام همین کوه زیبا وسرسبز است. شکل این کوه شبیه به کوه دماوند است ولی با ابعاد کوچکتر. این کوه زیبا در چند کیلومتری قیزلار قالاسی (قلعه دختران) قرار گرفته که از جاذبه‌های توریستی منطقه نیز به‌شمار میرود. لیلی داغی(کوه لیلی)آخرین روستای شهرستان ملکان در طرف شمال شرق است. فاصله هوایی لیلی داغی از شهرستان ملکان 20 کیلومتر است. برای رسیدن به این محل زیبا دو مسیر موجود است.یکی از راه‌های موجود ازروستای آریخ ودیگری مسیری است که ازروستای قوریجان به طرف مراغه میگذرد.